# Museu del Còmic i la Il·lustració de Barcelona
El Museu del Còmic i de la Il·lustració de Barcelona també conegut com a MCIB, és una institució nascuda al maig de 1997 gràcies a la iniciativa d'un grup d'entusiastes del món del còmic i de l'art.
La primera junta del Museu va incorporar professionals del món del còmic (dibuixants, escriptors, historiadors, directors editorials), i altres professionals de procedència heterogènia. Posteriorment, també s'hi van afegir molts historietistes, restauradors, etc. El Museu del Còmic i de la Il·lustració de Barcelona va ser inscrit —amb el núm. 19.645— al Registre General d'Associacions de la Generalitat de Catalunya, com a associació sense ànim de lucre.
Entre el 1997 i el 2003, el Museu va ocupar un espai al barri de Gràcia, al carrer de Santa Carolina. A partir del 2004, els responsables del castell de Montjuïc ofereixen els dirigents del Museu la possibilitat d'instal·lar la institució en les seves dependències. El museu va estar ubicat al Castell fins al 2009, quan es van iniciar les obres de restauració de l'edifici del castell.
Actualment el museu es troba sense seu física a l'espera de trobar una ubicació a Barcelona.

## Col·lecció
- Col·lecció d'En Caricatura, 1865.
- Col·lecció completa d'Apel·les Mestres, del 1881.
- Col·lecció completa de Joaquim Xaudaró, del 1902.
- Dibuixos originals, revistes il·lustrades, novel·les populars, cromos, nadales, etc., fruit de donacions, cessions i adquisicions.
- Diferents mostres i sèries dels segles XIX i XX.

### Exposició permanent
- 306 peces de portades de revistes de còmics muntades i emmarcades.
- 800 mostres més de còmic per emmarcar.
- 150 peces d'almanacs de còmics (1920-1966)].

### Fons de la reserva
- Col·leccions de còmic (24/25.000 quaderns aprox.), completes, lots i monogràfiques (1865-1970).
- 90 col·leccions d'almanacs de còmics, complets o solts (1880-1966).
- 510 dibuixos originals.
- Diverses col·leccions completes de còmic, lots i monogràfics (1971-2000).

### Exposicions temporals realitzades
- Jordi Buxadé. MCIB. Gràcia. 1998
- Ramon Sabatés. MCIB. Gràcia. 1998
- Els còmics en català sota el franquisme. Museu del Còmic. 1998
- Pulgarcito (60 anys de fantasia). MCIB. Gràcia.1998
- El còmic femení. MCIB. Gràcia. 1999
- El còmic de temàtica medieval. MCIB. Gràcia. 2000[3]
- El còmic d'humor a Catalunya. Escola SEC. La Garriga. 2000
- Els nostres còmics. Saló de la Infància i la Joventut. 2000
- Vicente Roso. MCIB. Gràcia. 2000[4]
- Els grans invents del TBO. Col·legi d'Enginyers Industrials de Catalunya. 2000. MCIB. 2001
- El còmic espanyol. Biblioteca Mercè Rodoreda. Barcelona. 2001
- Francisco Ibáñez. MCIB. Gràcia. 2001
- Fèlix Carrión. Seu del Districte Sarrià-Sant Gervasi. 2001. MCIB. 2002. Castell de Montjuïc. 2008[5][6]
- Molts anys de còmic. Museu d'Història de Catalunya. 2002.[7] Fútbol Club Barcelona. 2003. Castell de Montjuïc. 2007
- Antonio Pérez Carrillo. MCBI. Ajuntament del Masnou. Museu Municipal de Nàutica del Masnou. 2002[8]
- El còmic en català i castellà a Catalunya. MCIB. Gràcia. 2003
- El còmic bèl·lic. Castell de Montjuïc. 2003 i 2006
- Los TBOS de postguerra. Palau Episcopal de Salamanca. 2011. Col·laboració.[9][10][11]

## Activitats
El museu organitza visites guiades específiques per a diferents col·lectius (escoles, jubilats, grups turístics...), així com crea i desenvolupa exposicions temporals i permanents, de producció pròpia o en col·laboració amb altres institucions catalanes, com ara la Generalitat de Catalunya, l'Ajuntament de Barcelona, Diputació de Barcelona, entre d'altres.
També organitza de tallers de còmic tant al Museu com a escoles de tot Catalunya, així com tallers de restauració de paper modern —des de la Revolució Industrial fins als anys setanta del segle XX— i recerca i rescata obres originals perdudes o desaparegudes.

## Exposició permanent
Còmic en català. En aquesta mostra s'hi pot veure la primera revista de còmic (editada l'any 1922), la història de Catalunya, en Massagran, en Pere Vidal, en Jordi, Els Infants, Sigronet, Tirant lo Blanc o Tallaferro i les darreres revistes publicades el 2000.
Després de la Guerra civil, pocs còmics en català van aconseguir obrir-se pas. Títols com ara: Cavall Fort o L'Infantil-Tretzevents van ser una heroica excepció.
Tota la resta de còmics van patir el greuge de ser editats en la llengua oficial del moment, el castellà. La censura autàrquica va coartar la llibertat d'expressió. Tot i això, durant la dècada dels cinquanta del segle xx es va editar la col·lecció Història i Llegenda, que va representar un punt de modernitat en la presentació de la història i les llegendes de Catalunya.